# Eisenbahnunfall von Dalehurst
Der Eisenbahnunfall von Dalehurst war der Frontalzusammenstoß eines Güterzugs mit einem Personenzug auf der transkontinentalen Strecke der Canadian National Railway (CN) in Kanada am 8. Februar 1986 in der Nähe von Hinton, Alberta. 23 Menschen starben.

## Ausgangslage

### Infrastruktur
Die transkontinentale Strecke der CN ist unterschiedlich ausgebaut: Es gibt eingleisige und zweigleisige Streckenabschnitte. Der Verkehr auf der Strecke wurde in diesem Abschnitt von einem Zentralstellwerk in Edmonton gesteuert. Zwischen Weichen und Signalen bestand Abhängigkeit, jedoch bestand keine Zugbeeinflussung.

### Personenzug
Fernzug Nr. 4 der Via Rail (VIA) war von der Pazifik-Küste nach Osten unterwegs. Er bestand aus zwei Zugteilen, dem Super Continental von Vancouver und dem Skeena von Prince Rupert. Diese waren in Jasper vereinigt worden. Der Zug umfasste somit insgesamt 3 Lokomotiven und 11 Wagen. 115 Menschen befanden sich im Zug, davon 94 Reisende. Geführt wurde der Zug von zwei Diesellokomotiven, an der Spitze die Nr. 6566 der Baureihe FP7A, gefolgt von der Nr. 6633 der Baureihe F9B. Den Lokomotiven folgten ein Gepäckwagen, ein Großraumwagen, ein Aussichtswagen und zwei Schlafwagen. Dem schloss sich der zweite Zugteil an. Dieser bestand aus der nicht aktiven, mitgeführten Lokomotive der Baureihe FP9A Nr. 6300, einem Generatorwagen, einem Gepäckwagen, einem Personenwagen, einem Aussichtswagen, einem Schlafwagen und einem weiteren Generatorwagen.

### Güterzug
Der CN-Güterzug Nr. 413 fuhr in westlicher Richtung. Er bestand aus 118 Fahrzeugen: Zunächst drei Lokomotiven, der EMD GP38-2W Nr. 5586 und den beiden EMD SD40 mit den Betriebsnummern 5062 und 5104. Auf der 5586 an der Spitze des Zuges befanden sich der Lokomotivführer und ein Beimann. Die Lokomotive hatte eine relativ simple Totmanneinrichtung, ein Pedal, das der Lokomotivführer mit dem Fuß hinunterdrücken musste. War dies nicht der Fall, dann erfolgte eine Zwangsbremsung. Die Einrichtung war somit zu überbrücken, indem der Lokomotivführer einen schweren Gegenstand auf das Pedal legte. Die folgenden Lokomotiven, die Nr. 5062 und 5104, hatten die modernere Totmanneinrichtung, bei der der Lokomotivführer in bestimmten Abständen die Taste drücken und wieder loslassen musste. Nr. 5586 hatte jedoch den komfortableren Führerstand und es bestand mit der zuständigen Gewerkschaft die Abmachung, bei Mehrfachtraktion immer die Lokomotive mit dem komfortableren Führerstand an die Spitze des Zuges zu setzen. Die folgenden 114 Güterwagen hatten überwiegend Rohrleitungen und Schüttgut geladen, darunter auch Schwefel. Am Ende des Zuges lief ein Güterzugbegleitwagen, der mit einem Zugführer besetzt war. Der Zug war 1,8 km lang und wog knapp 13.000 Tonnen. Als der Zug die Überleitstelle Hargwen erreichte, wo ein eingleisiger Streckenabschnitt in einen zweigleisigen überging, wurde er vom Zentralstellwerk in Edmonton auf das nördliche Gleis geleitet. Etwas später stellte das Zentralstellwerk die Weiche am Ende des doppelgleisigen Abschnitts bei Dalehurst für den VIA-Zug Nr. 4 auf das südliche Gleis, so dass das Signal für den entgegenkommenden Güterzug auf dem nördlichen Gleis „Halt“ gebot. Die Überleitstelle wurde nicht durch eine Schutzweiche gesichert.
Der Lokomotivführer des Güterzuges hatte gesundheitliche Probleme: Er war Alkoholiker und Kettenraucher, litt an einer Bauchspeicheldrüsenentzündung und Diabetes.

## Unfallhergang
Der Güterzug befuhr das nördliche Gleis mit 95 km/h mit einer, gegenüber der hier zulässigen Höchstgeschwindigkeit von 80 km/h, erhöhten Geschwindigkeit. Das Vorsignal vor der Betriebsstelle Dalehurst zeigte „Halt erwarten“. Der Lokomotivführer bremste jedoch nicht. Auch wurde die Stellung des Vorsignals, entgegen der Vorschrift, nicht gegenseitig durch den Lokomotivführer und dem Zugführer am Ende des Zuges bestätigt. Auch das folgende Hauptsignal überfuhr der Lokomotivführer, ohne die Geschwindigkeit zu verringern. Es war kein Zugbeeinflussungssystem vorhanden, das eine Zwangsbremsung hätte auslösen können. Der Zug fuhr die stumpf befahrene Weiche auf und fuhr in den eingleisigen Abschnitt ein. Unmittelbar danach kollidierte er gegen 8:40 Uhr mit dem entgegenkommenden Zug Nr. 4 der VIA.

## Folgen

### Unmittelbare Folgen
23 Menschen starben, 71 wurden verletzt. Unter den Toten befanden sich das vierköpfige Personal der beiden führenden Lokomotiven. Von den 36 Reisenden, die sich gerade im Großraumwagen aufhielten, kamen 18 ums Leben.
Alle sieben Fahrzeuge des vorderen Zugteils des VIA-Zuges entgleisten. Auslaufender Dieselkraftstoff entzündete sich und setzte die beiden Lokomotiven und die ersten beiden Wagen des Personenzuges in Brand. Der Aussichtswagen wurde von einem aufschlagenden Güterwagen schwer beschädigt, die folgenden beiden Schlafwagen kippten zur Seite.
Auch viele Wagen des Güterzuges entgleisten. Dessen drei Lokomotiven und 76 Güterwagen wurden zerstört oder schwer beschädigt. Der zum Teil in Brand geratene Schwefel entwickelte Schwefeldioxid-Dämpfe, was die Rettungsarbeiten erheblich behinderte.

### Unfalluntersuchung
Die Obduktion der Leiche des Lokomotivführers des Güterzuges ergab, dass er weder unter Alkoholeinfluss noch Drogen stand.
Eine Untersuchungskommission des Court of Queen’s Bench of Alberta hörte in 56 Tagen 150 Zeugen an und veröffentlichte unter dem 22. Januar 1987 einen Untersuchungsbericht, der zu dem Ergebnis kam, dass sich unter den Eisenbahnern eine Betriebskultur entwickelt hatte, die mit Sicherheitsvorschriften äußerst lax umging. So griff der Zugführer weder wegen der überhöhten Geschwindigkeit ein, noch als das „Halt erwarten“ zeigende Vorsignal ohne Verringern der Geschwindigkeit überfahren wurde. Er hätte vorschriftsmäßig eine Notbremsung auslösen müssen. Auch war – entgegen der Vorschrift, wenn auch ohne Einfluss auf das konkrete Unfallgeschehen – beim letzten Personalwechsel vor dem Unfall keine Bremsprobe durchgeführt worden, weil sich eingebürgert hatte, dass die abzulösende Mannschaft einfach von dem langsam fahrenden Zug ab- und die ablösende Mannschaft aufsprang. Auch die Tatsache, dass nicht die Lokomotive mit der sichersten Totmanneinrichtung an die Spitze gesetzt wurde, sondern die, die den komfortabelsten Führerstand aufwies, kritisierte die Untersuchungskommission. Nicht aufklären konnte die Untersuchung, warum die Lokmannschaft des Güterzuges die Signale vor Dalehurst ignoriert hatte. So blieb die konkrete Ursache für den Unfall ungeklärt.